# Frivård
Frivård eller icke-frihetsberövande påföljd är någon av de straffrättsliga påföljder som avtjänas i viss frihet, som ett alternativ till fängelse.

## Sverige
I Sverige kan fängelse ersättas av villkorlig dom, skyddstillsyn och intensivövervakning ("fotboja"). Villkorlig dom kan kombineras med böter eller samhällstjänst. Frivård organiseras av Kriminalvården. En övervakningsnämnd kan fatta beslut om pågående frivård.